# Esther Pérez de Eulate
Esther Pérez de Eulate López de Munain (Vitoria 23 de julio de 1964) es  una periodista y artista multidisciplinar española especializada en documentales. 

## Trayectoria profesional
Licenciada en  Ciencias de la Información, Periodismo, en la Universidad del País Vasco (UPV) en el año 1987, posteriormente, en 1989,  estudió en el Centro de Imagen y Nuevas Tecnologías del Ayuntamiento de Vitoria (CINT), centro del que ejerció de Jefa de Estudios en los años 1991-94. Amplió su formación audiovisual cursando en diferentes etapas diversas facetas, desde el aprendizaje de edición de vídeo, infografía, narración figurativa y otros procesos complementarios relacionados con la imagen.   
Cuenta con una extensa experiencia tanto en prensa escrita como en televisión y radio, tales como en Canal+, Cinevideo20, el programa denominado Muy interesante, de Radio Vitoria, entre otros. Su carrera profesional la ha ejercido en el sector audiovisual, compaginando las dos facetas, la de periodismo y el arte. Ha formado parte de diversos jurados.
Ha trabajado como realizadora, cámara y editora en numerosos vídeos para instituciones y fundaciones como la Residencia de Estudiantes de Madrid, la Fundación Pablo Iglesias, Mapfre, el Ayuntamiento de Madrid y la sociedad de gestión SGAE entre otros. Ha colaborado con otros directores en diferentes campos del audiovisual como cámara, realizadora, editora y guionista. Comprometida socialmente, creó el primer taller de integración intercultural de vídeo con mujeres emigrantes en Madrid (Alcobendas 2005).

## Obra
Es autora de obras de vídeo-creación generadas con una visión crítica, social y feminista. Su obra Cotas de Infelicidad creada en el año 2004 fue seleccionada en el reconocido festival de videocreación ruso NOW&AFTERS15. Algunas de sus exposiciones son La individual, Los deseos velan hasta lo deseado (Madrid, 2006) y las colectivas Transexualidad y feminismo (Madrid, 2004) y Déjame en paz (2014) y Bebés robados, (Madrid 2014).
Su primer largo documental lo titula Poética pública. PLAZA (2010), fue una apuesta muy singular y poética que lallevó siete años grabando, a través de una ventana, lo que sucedía a en la plaza del Museo Reina Sofía de Madrid. Con parte de este material grabado, construyó una película que narra, según la autora,  la historia de la primera década del siglo XXI en España. Este documental  recorrió diferentes festivales internacionales como Atlantidoc, Estambul, Festival de New Cinema de Split (Croacia), Semana de Cine de Mujeres de Cuenca, Urbantv, Lupa entre otros festivales y muestras.
El documental con más repercusión y difusión es el titulado Excluidas del paraíso (2016). Un documental que pone en valor el compromiso feminista da la autora, para construirlo, contó con voces de relevantes pensadoras feministas. Ha sido proyectado  en 35 países diferentes de los 5 continentes, y se emitió en la radio televisión pública vasca Euskal Telebista-Televisión Vasca (ETB). El Instituto de la Cinematografía y de las Artes Audiovisuales Español (ICAA) le otorgó la "Calificación de especialmente recomendada para el fomento de la igualdad de género".
Entre sus últimos trabajos videográficos y expositivos se encuentran el cortometraje Gracias por protegerme” (2021), la exposición Amor que consume, ni reinas ni venus dentro de la programación del madorgullo21, y el vídeo de la webdoc Héroes y superhéroes. Memoria y Naufragio (2020), este trabajo ha sido una colaboración con la artista Jacqueline Bonacic-Doric.